# سم‌دارنمایان
سم‌دارنمایان (انگلیسی: Pseudoungulata) یک کلاد پیشنهادی از جانوران است که از دو زیرگروه تشکیل شده است: موریانه‌خوار و نزدیک‌به‌سم‌داران (خرگوش‌کوهی‌سانان، فیل‌سانان و گاودریایی‌سانان).